# Lithurgus nigricans
Lithurgus nigricans là một loài Hymenoptera trong họ Megachilidae. Loài này được Cameron mô tả khoa học năm 1898.